# بيلي ليدل
وليام بيفريدج «بيلي» ليدل (بالإنجليزية: William Beveridge "Billy" Liddell)‏ (يناير 10 1922-3 يوليو 2001)، مان لاعب كرة قدم إسكتلندي، لمعب طول مسيرته مع نادي ليفربول. وقع مع النادي عام 1938 واعتزل عام 1961، مُسجلاً 228 في 534 مباراة. كان هداف ليفربول قي ثمانية من تسة مواسم منذ 1949-50 إلى 1957–58، وحطم رقم إليشا سكوت كأكثر من لعب للنادي في 1957.

## مسيرته الكروية
لعب بيلي ليدل خلال مسيرته الاحترافية مع نادِ واحدٍ في خمسة عشر موسمًا وسجل خلالها 216 هدف ضمن 494 مباراة. ولم يفز بأي موسم بالكأس وفاز في موسم واحد بالدوري.
خاض بيلي ليدل مسيرته مع نادي ليفربول في موسم 1946–47 ليلعب معه خمسة عشر موسمًا، مشاركًا في 494 مباراة سجل خلالها 216 هدف.

## روابط خارجية
- بيلي ليدل على موقع قاعدة بيانات كرة القدم.إي يو (الإنجليزية)
- بيلي ليدل على موقع ناشيونال فوتبول تيمز (الإنجليزية)